# نيل ماكناب
نيل ماكناب (بالإنجليزية: Neil McNab)‏ (4 يونيو 1957 بغرينوك في المملكة المتحدة - ) هو مدرب كرة قدم ولاعب كرة قدم بريطاني في مركز الوسط. شارك مع منتخب اسكتلندا تحت 21 سنة لكرة القدم. أما مع النوادي، فقد لعب مع برايتون أند هوف ألبيون وبولتون واندررز وتوتنهام هوتسبير وديري سيتي وليدز يونايتد ومانشستر سيتي ونادي بورتسموث ونادي ترانمير روفرز لكرة القدم وهدرسفيلد تاون ونادي ويتون ألبيون ونادي آير يونايتد وLong Island Rough Riders ‏ ونادي غرينوك مورتون ودارلينجتون إف سى.

## وصلات خارجية
- نيل ماكناب على موقع قاعدة بيانات كرة القدم.إي يو (الإنجليزية)
- نيل ماكناب على موقع Soccerbase.com (مدرب) (الإنجليزية)